# Consorophylax consors
Consorophylax consors là một loài Trichoptera trong họ Limnephilidae. Chúng phân bố ở miền Cổ bắc.